# 捷豹F-Type
捷豹F-Type（Jaguar F-Type）是一款由捷豹设计的雙門雙座跑車，2013年发行至今，是在捷豹XK的平台上生產的，前身为捷豹XK和捷豹E-Type。

## 小改款
于2019年12月進行。在外觀上新增了新的Pixel LED前大燈，新的細長尾燈，10輻式20英寸輪圈，以及多種新的顏色。内饰加入了12.3英寸大屏，可重新配置TFT儀錶和一個10英寸Touch Pro訊息娛樂系統。現在僅在北美市場提供V6引擎選擇，小改款后包含以下型號:

### F-Type P300
为入門型號，搭载2.0 L渦輪增壓直列四缸引擎，马力为300 PS（221 kW/296 hp）。百公里加速需5.7秒，最高時速為250 KM/H（155 MP/H）。

### F-Type P380
搭载3.0升机械增压V6引擎，马力为380匹，为北美市場獨賣型號。

### F-Type P450
使用与F-Type R车型一致的5.0升机械增壓V8引擎，马力为450匹（331KW/444 HP）。百公里加速需4.6秒，最高時速為284 KM/H （175 MP/H）。

### F-Type P575
搭载5.0升机械增壓V8引擎，額定功率為575匹（423KW/567HP），百公里加速需3.5秒，最高時速在无电子限速装置的情况下可达300 KM/H（186 MP/H）。

## 型號
上市時僅有敞篷版一種（2012年巴黎車展亮相），后于2014年推出轎跑版（2013年洛杉磯車展亮相）。
2016年-2020年间，捷豹推出F-Type SVR高性能车型，百公里加速時間為3.5秒，最高時速可達322 KM/H，成為繼XJ220之後第一輛時速可達到220英里的捷豹车型。

## 外部連接
- International Jaguar F-TYPE Page （页面存档备份，存于）
- USA Jaguar F-TYPE Page （页面存档备份，存于）
- MENA Jaguar F-TYPE Page （页面存档备份，存于）
- Press kit:
  - Jaguar F-TYPE Unveiled in Paris （页面存档备份，存于）
  - F-TYPE Coupé Makes Global Motor Show Debuts in Los Angeles and Tokyo （页面存档备份，存于）